# Copa dels Líders burkinesa de futbol
La Copa dels Líders burkinesa de futbol (Coupe des Leaders) fou una competició futbolística de Burkina Faso que es disputà entre els anys 1989 i 2002.

## Historial
Font:
| Any  | Campió                                          | Resultat    | Finalista                             |
| ---- | ----------------------------------------------- | ----------- | ------------------------------------- |
| 1989 | ASFA Yennega                                    | 3-0         | Etoile Filante Ouagadougou            |
| 1990 | ASFA Yennega                                    | 3-2         | Etoile Filante Ouagadougou            |
| 1991 | Etoile Filante Ouagadougou                      | 2-1         | ASFA Yennega                          |
| 1992 | Association Sportive des Fonctionnaires de Bobo | 1-1 (5-4 p) | Union Sportive des Miniers de Banfora |
| 1993 | Racing Club de Bobo                             |             |                                       |
| 1994 | ASFA Yennega                                    | 1-0         | Etoile Filante Ouagadougou            |
| 1995 | ASFA Yennega                                    | 1-1 (4-3 p) | Union Sportive des Forces Armées      |
| 1996 | Union Sportive des Forces Armées                | 2-0         | ASFA Yennega                          |
| 1997 | Racing Club de Bobo                             | 1-0         | Etoile Filante Ouagadougou            |
| 1998 | Racing Club de Bobo                             | 1-0         | Etoile Filante Ouagadougou            |
| 1999 | Etoile Filante Ouagadougou                      | 4-1         | ASFA Yennega                          |
| 2000 | ASFA Yennega                                    | 4-3 (prò.)  | Union Sportive des Forces Armées      |
| 2001 | ASFA Yennega                                    | 1-0         | Union Sportive de Ouagadougou         |
| 2002 | ASFA Yennega                                    | 2-0 (prò.)  | Racing Club de Bobo                   |